# أذينة لزجة
الأذينة اللزجة نوع نباتي يتبع جنس الأذينة (باللاتينية: Phlomis) من الفصيلة الشفوية.

## الموئل والانتشار
موطن هذا النوع شبه جزيرة إيبيريا وجنوب فرنسا.

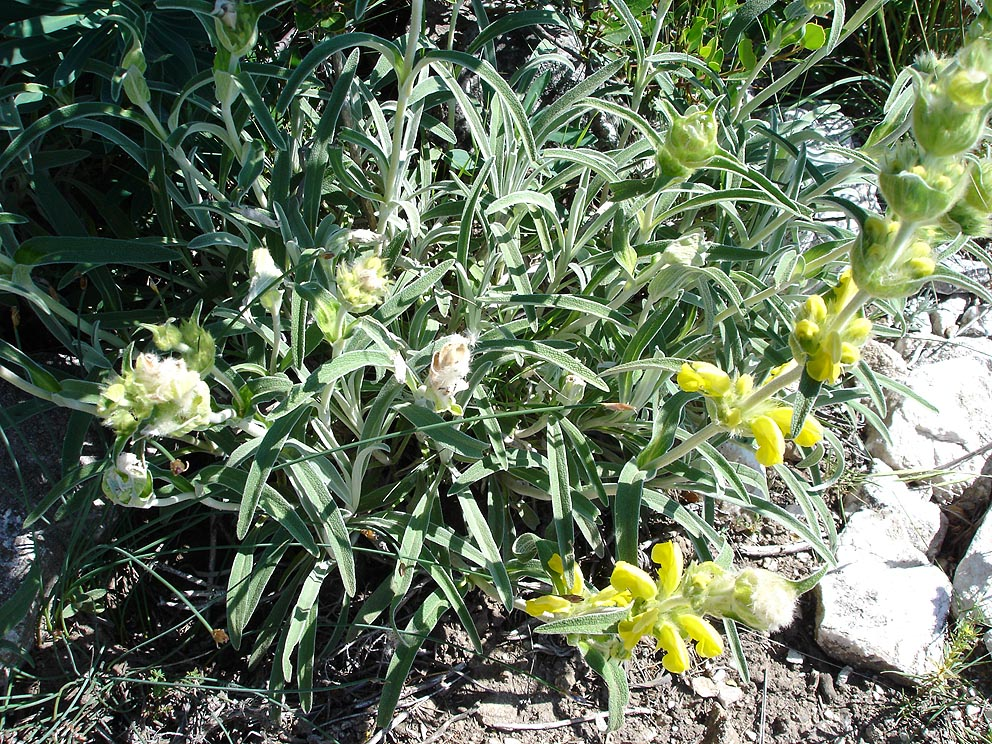
أوراق وأزهار الأذينة اللزجة